# SN 2010eu
SN 2010eu – supernowa odkryta 20 czerwca 2010 roku w galaktyce A213136+1228. W momencie odkrycia miała maksymalną jasność 18,70m.